# Маяд
Маяд (рум. Maiad) — село у повіті Муреш в Румунії. Входить до складу комуни Гелешть.
Село розташоване на відстані 255 км на північний захід від Бухареста, 12 км на схід від Тиргу-Муреша, 89 км на схід від Клуж-Напоки, 118 км на північний захід від Брашова.

## Населення
За даними перепису населення 2002 року у селі проживали 414 осіб.
Національний склад населення села:
| Національність | Кількість осіб | Відсоток |
| -------------- | -------------- | -------- |
| угорці         | 318            | 76,8%    |
| цигани         | 85             | 20,5%    |
| румуни         | 11             | 2,7%     |

Рідною мовою назвали:
| Мова      | Кількість осіб | Відсоток |
| --------- | -------------- | -------- |
| угорська  | 357            | 86,2%    |
| циганська | 47             | 11,4%    |
| румунська | 10             | 2,4%     |